# Marvin Rainwater
Marvin Rainwater (* 2. Juli 1925 in Wichita, Kansas; † 17. September 2013 in Aitkin, Minnesota; gebürtig Marvin Karlton Percy) war ein US-amerikanischer Country- und Rockabilly-Sänger und -Songschreiber. 1958 hatte er in Großbritannien einen Nummer-eins-Hit mit dem Lied „Whole Lotta Woman“.

## Biografie
Rainwater wuchs während der Großen Depression in Oklahoma auf. Er brachte sich selbst das Klavierspielen bei und wollte Pianist werden. Doch als er 15 war, verlor er bei einem Unfall einen Teil des linken Daumens. Er studierte später Tiermedizin und war während der Zeit in der US-Marine Apothekergehilfe. Während dieser Zeit begann er, Songs zu schreiben.

### Karriere

The Pale Faced Indian, 1959

Mit dem Lied I Gotta Go Get My Baby verschaffte ihm sein Bruder Ray 1953 einen Fernsehauftritt bei Arthur Godfrey, in dessen Show er sang. Schon zu dieser Zeit trug er ständig Indianerkleidung und pflegte das Cherokee-Image mit Stirnband, Lederjacke und dem indianischen Namen noch viele Jahre; er hatte selbst Vorfahren unter den nordamerikanischen Ureinwohnern. I Gotta Go Get My Baby wurde in einer  Coverversion von Teresa Brewer ein US-Hit. In den 1950er Jahren trat Rainwater regelmäßig in Godfreys Shows in Hörfunk und Fernsehen auf. Vier Jahre lang war er auch regelmäßiger Gast in Red Foleys Show Ozark Jubilee; dort entdeckte er vor einem Auftritt die junge Brenda Lee, stellte sie Red Foley vor und brachte somit vermutlich deren Weltkarriere in Gang. 
In seine Country-Songs nahm er ab Mitte der 1950er immer mehr Elemente des Rockabilly und Rock ’n’ Roll auf. Sein erster Hit war 1957 Gonna Find Me a Bluebird, der in den USA Platz 3 in den Country-Charts und Platz 18 in den Popcharts erreichte. Eine Reihe weiterer Songs, die er für MGM Records aufnahm, kam am Ende der 1950er Jahre in die Charts; die bekanntesten waren Whole Lotta Woman (die britische Nummer eins kam allerdings in den USA nur bis auf Platz 60) sowie I Dig You Baby, ebenfalls 1958 Platz 19 in Großbritannien. Sein Duett mit Connie Francis The Majesty Of Love erreichte für eine Woche knapp die Top 100 der US-Charts. Im Juli 1959 gelang ihm mit dem Titel Half-Breed dort seine letzte Notierung. Im Dezember 1959 nahm Rainwater einen von John D. Loudermilk komponierten Song unter dem Titel The Pale Faced Indian („Der bleichgesichtige Indianer“) auf; es ist die Originalaufnahme vom später in Indian Reservation (The Lament of the Cherokee Reservation Indian) umbenannten Klagelied über das Schicksal der Indianer.

### Nach den 1950er Jahren
Nach dem Erfolg tauchten Demoaufnahmen, die er für Four Star Records gemacht hatte, auf Billigschallplatten in Supermärkten auf, was seinem Ruf schadete. Probleme mit den Stimmbändern sorgten für eine Pause seiner Karriere; mit seinem Bruder Ray gründete er die erfolglose Country-Music-Zeitschrift Trail. Anfang der 1960er nahm er dann einige Schallplatten mit Link Wray & the Raymen auf und veröffentlichte später einige Platten bei Warner und United Artists sowie bei seinem eigenen Brave-Label.
Für Faron Young schrieb er den Song I Miss You Already, der auch für Billy Joe Royal zu einem US-Hit wurde. Weitere bekannte Songs waren Tennessee Hound Dog Yodel und Albino Pink-Eyed Stallion. 1971 ging er in Europa zum ersten Mal nach zwölf Jahren wieder auf Tournee; in Großbritannien nahm er eine LP mit der Londoner Band Country Fever auf (mit Albert Lee an der Gitarre). 
In den 1970ern erkrankte Rainwater an Speiseröhrenkrebs und zog nach Aitkin County im Norden von Minnesota, wo er sich von seiner Krankheit erholte. Er starb nach kurzer Krankheit im September 2013.

## Diskografie

### Singles
- 1955: I Gotta Go Get My Baby / Daddy's Glad You Came Home (CORAL 9-61342)
- 1955: Albino (Pink-Eyed) Stallion / Sticks And Stones (MGM 12071)
- 1955: Tea Bag Romeo / Tennessee Hound' Dog Yodel (MGM 12090)
- 1955: Dem Low Down Blues / Where Do We Go From Here (MGM 12152)
- 1956: Mr. Blues / Hot And Cold (MGM 12240)
- 1956: What Am I Supposed To Do / Why Did You Have To Go And Leave Me (MGM 12313)
- 1956: Get Off The Stool / I Feel Like Leaving Town (MGM 12370)
- 1956: Gonna Find Me A Bluebird / So You Think You've Got Troubles (MGM 12412)
- 1957: My Brand Of Blues / My Love Is Real (MGM 12511)
- 1957: The Majesty Of Love (mit Connie Francis) / You, My Darlin', You (MGM 12555)
- 1957: Look For Me / Lucky Star (MGM 12586)
- 1957: Whole Lotta Woman / Baby, Don't Go (MGM 12609)
- 1958: Two Fools In Love / Because I'm A Dreamer (MGM 12625)
- 1958: I Dig You Baby / Moanin' The Blues (MGM 12665)
- 1958: Nothin’ Needs Nothin’ / A Need For Love (MGM 12701)
- 1958: Can I Count On You / Let Me Live Again (MGM 12728)
- 1958: Lonely Island / Born To Be Lonesome (MGM 12739)
- 1959: A Song Of Love / Half-Breed (MGM 12803)
- 1959: The Valley Of The Moon / Young Girls (MGM 12829)
- 1959: The Pale Faced Indian / Wayward Angel (MGM 12865) Erste Version von Indian Reservation
- 1960: Hard Luck Blues / She's Gone (MGM 12891)
- 1960: Yesterday's Kisses / You're Not Happy ('till I'm cryin') (MGM 12938)
- 1961: Boo Hoo / I Can't Forget (Warwick 666)
- 1962: Tough Top Cat / Honky Tonk In Your Heart (Warwick 674)
- 1963: Do It Now / Hey Good Lookin’ (Star-Dale 337)
- 1963: My Old Home Town / It Wasn't Enough (United Artists 837)
- 1963: These Thoughts Of You / Love's Prison (& Bill Guess) (Brave 1003)
- 1966: Troubles My Little Boy Had / Sorrow Brings A Good Man Down (United Artists 50023)
- 1963: That Little House / It Wasn't Enough (Brave 7001)
- 1967: The Old Gang's Gone / Run For Your Life Boy (Brave 1017)
- 1968:  Wedding Rings (& Sister Patty) / Oklahoma Hills (Brave 1028)
- 19?? Indian Burial Ground / The Black Sheep (United Artists 917)

### Alben
- 1957: Songs by Marvin Rainwater  (MGM)
- 1958: Sings With a Heart - With a Beat (MGM, Wiederveröffentlichung 1985, Bear Family)
- 1962: Gonna Find Me a Bluebird (MGM)
- 1977: Especially for You (Westwood)
- 1985: Rockin' Rollin'  (Bear Family) (auch als Whole Lotta Woman auf MGM)
- Marvin Rainwater (Crown)
- Country's Favorite Country Singer (Mount Vernon)